# Robin Liddell

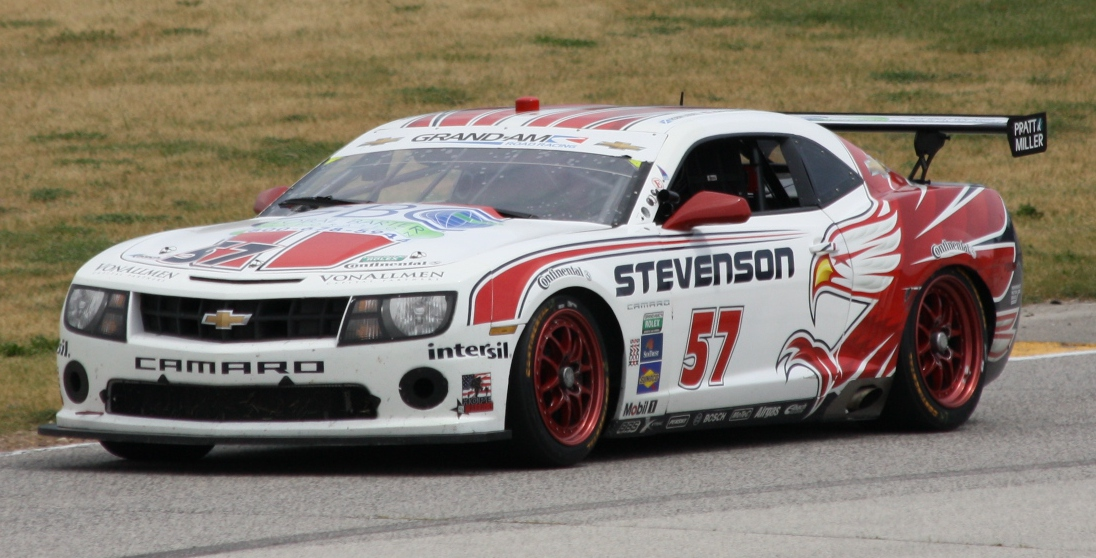
Robin Liddell im Chevrolet Camaro beim 2-Stunden-Rennen von Road America 2012

Robin Paul Liddell (* 28. Februar 1974 in Edinburgh) ist ein ehemaliger britischer Autorennfahrer.

## Karriere als Rennfahrer
Robin Liddell hatte nur eine kurze Monopostokarriere. Er fuhr 1998 drei Rennen in der Formel Palmer Audi und 2000 weitere Drei in der britischen Formel-Renault-Meisterschaft. Ab der Saison 2000 bestritt der ausschließlich GT- und Sportwagenrennen. Bis zum Ablauf der Saison 2017 erreichte er neben einem Gesamtsieg auch 30 Klassensiege. Er ging viele Jahre in der American Le Mans Series an den Start und war in der Grand-Am Sports Car Series erfolgreich. 2008 und 2012 beendete er die Serie als Gesamtzweiter der GT-Klasse. 2006 und 2013 wurde er Dritter. Sein größter Erfolg war der Sieg in der Continental Tire Sports Car Challenge 2015.

## Statistik

### Le-Mans-Ergebnisse
| Jahr | Team                       | Fahrzeug              | Teamkollege   | Teamkollege    | Platzierung | Ausfallgrund       |
| ---- | -------------------------- | --------------------- | ------------- | -------------- | ----------- | ------------------ |
| 2002 | PK Sport Ltd.              | Porsche 911 GT3-RS    | David Warnock | Piers Masarati | Ausfall     | Zylinder überhitzt |
| 2003 | PK Sport Ltd.              | Porsche 911 GT3-RS    | David Warnock | Piers Masarati | Rang 23     |                    |
| 2005 | Panoz Motor Sports         | Panoz Esperante GT-LM | Bill Auberlen | Scott Maxwell  | Ausfall     | Motorschaden       |
| 2007 | Team Bruichladdich Radical | Radical SR9           | Tim Greaves   | Stuart Moseley | Ausfall     | Unfall             |

### Sebring-Ergebnisse
| Jahr | Team                  | Fahrzeug                | Teamkollege       | Teamkollege         | Platzierung | Ausfallgrund    |
| ---- | --------------------- | ----------------------- | ----------------- | ------------------- | ----------- | --------------- |
| 2002 | P.K. Sport Ltd.       | Porsche 911 GT3-RS      | Giovanni Anapoli  | Fabio Babini        | Rang 15     |                 |
| 2003 | P.K. Sport            | Porsche 911 GT3-R       | David Warnock     | Piers Masarati      | Ausfall     | Motorschaden    |
| 2004 | P.K. Sport            | Porsche 911 GT3-R       | Hugh Plumb        | Peter Boss          | Ausfall     | Getriebeschaden |
| 2005 | Panoz Motor Sports    | Panoz Esperante GT-LM   | Emanuele Naspetti | Bill Auberlen       | Ausfall     | Elektrik        |
| 2007 | Tafel Racing          | Porsche 997 GT3 RSR     | Patrick Long      | Wolf Henzler        | Rang 15     |                 |
| 2014 | Corvette Racing       | Chevrolet Corvette C7.R | Tommy Milner      | Oliver Gavin        | Rang 17     |                 |
| 2016 | Stevenson Motorsports | Audi R8 LMS ultra       | Andrew Davis      | Connor De Phillippi | Rang 28     |                 |